# 296907 Alexander
296907 Alexander este o planetă minoră (asteroid), cu un diametru de 6,073 km, din centura de asteroizi. A fost descoperită pe 13 februarie 2010 la Wide-field Infrared Survey Explorer⁠(d) de Wide-field Infrared Survey Explorer⁠(d). 
Obiectul prezintă o orbită caracterizată de o semiaxă mare de 3,1644733873496 UAi, o excentricitate de 0,08, o înclinație de 10,5 ° în raport cu ecliptica.